# Петаччато
Петаччато (італ. Petacciato) — муніципалітет в Італії, у регіоні Молізе, провінція Кампобассо.
Петаччато розташоване на відстані близько 200 км на схід від Рима, 55 км на північ від Кампобассо.
Населення — 3679 осіб (2014).
Щорічний фестиваль відбувається 16 серпня. Покровитель — святий Рох.

## Демографія
Населення за роками:

Станом на 1 січня 2023 року в муніципалітеті офіційно проживав 101 іноземець з 25 країн, серед них 27 громадян країн Євросоюзу.

## Сусідні муніципалітети
- Гульйонезі
- Монтенеро-ді-Бізачча
- Термолі